# Jaŭhen Klapocki
Jaŭhen Jur'evič Klapocki (in bielorusso Яўген Юр'евіч Клапоцкі?; Brėst, 12 agosto 1993) è un ex calciatore bielorusso, di ruolo difensore.

## Carriera

### Club
Ha giocato nella massima serie bielorussa.